# Áurea Lima

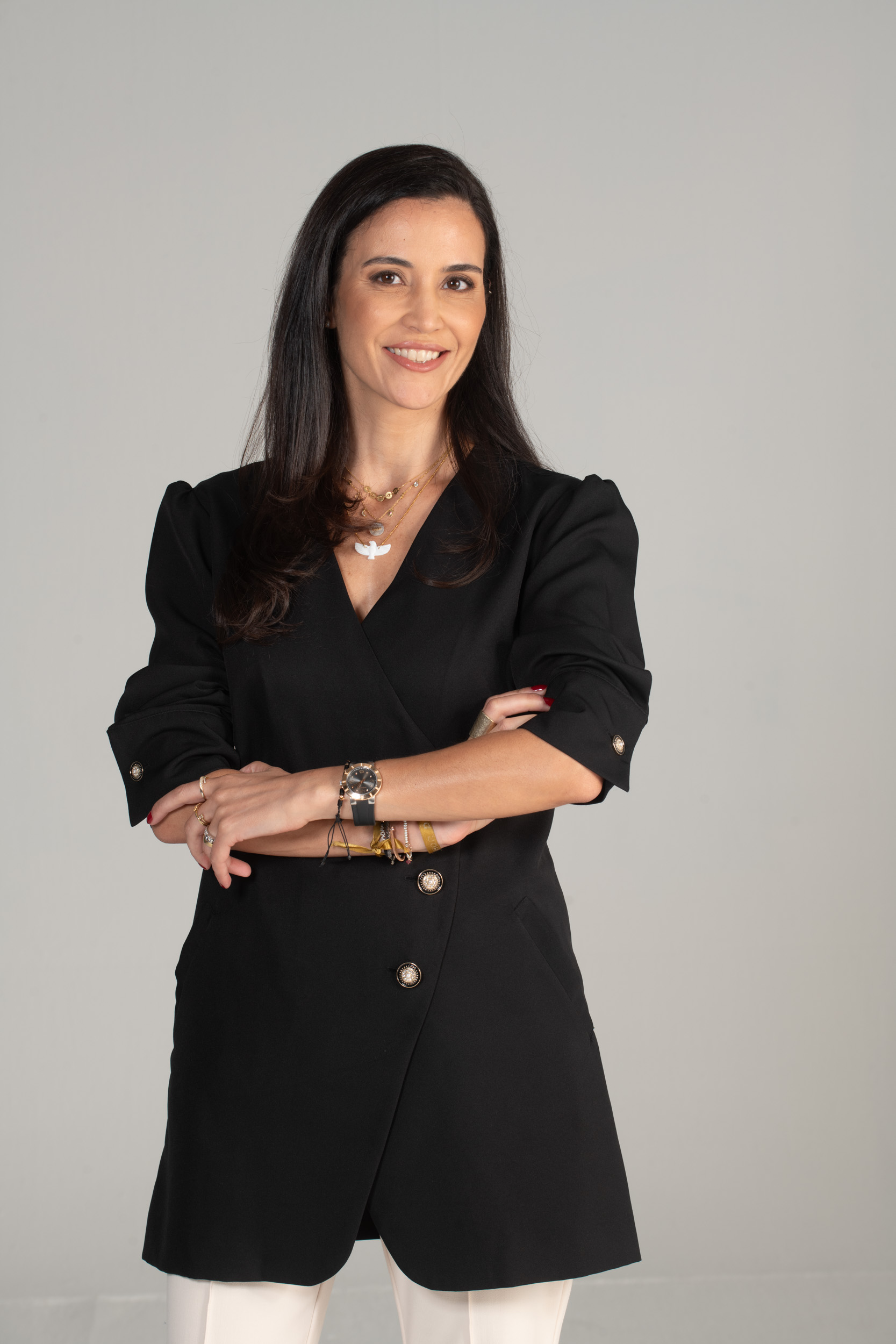
Fotografia de Áurea Lima.

Áurea Lima (n. 10 de Outubro de 1979) é mestre em Medicina pelo ICBAS-UP desde 2016, Assistente Hospitalar em Oncologia Médica na Clínica da Mama do IPO-Porto desde 2023 e médica na AIM CANCER desde 2022.
É pós-graduada em Medicina Estética pela SPMECC desde 2018 e pratica Medicina Estética e Medicina Oncoestética desde 2017 em várias clínicas privadas localizadas de norte a sul do país. Nesta área da medicina, Áurea Lima é Trainer Internacional da FILLMED e Expert Internacional da IBSA Derma, docente convidada da Pós-Graduação em Medicina Estética da SPMECC e da Universidade de Alcalá, e da Pós-Graduação em Ciências Cosmetológicas da Ahed pela NOVA Medical School.
É doutorada em Ciências Médicas pelo ICBAS-UP desde 2014, mestre em Medicina e Oncologia Molecular pela FMUP-UP desde 2007 e licenciada em Ciências Farmacêuticas pelo IUCS-CESPU desde 2004, e é investigadora do Molecular Oncology & Viral Pathology Group, IPO-Porto Research Center (CI-IPOP), do IPO-Porto. Exercendo atividade docente no IUCS-CESPU desde o término da sua licenciatura, atualmente como professora auxiliar convidada Docente, tem sido distinguida pela sua "atitude, postura, simpatia, competência e exigência".
Foi a primeira investigadora portuguesa a ser distinguida pela Comissão Científica do Congresso Internacional de Tratamento Anti-Cancro (Internacional Congress Anti Cancer Treatment) pelo seu trabalho de investigação na área dos polimorfismos genéticos do TYMS (timidilato sintetase). Este trabalho, desenvolvido no âmbito do mestrado em Medicina e Oncologia Molecular da Faculdade de Medicina da Universidade do Porto (FMUP) e efetuado no Grupo de Oncologia Molecular do Instituto Português de Oncologia Francisco Gentil (IPO-Porto), demonstra o papel dos polimorfismos do TYMS na resposta ao tratamento de doentes com Cancro do Pulmão de Não Pequenas Células ("Non-small Cell Lung Cancer"). Atualmente, tem estudado a associação de vários polimorfismos genéticos em genes que codificam proteinas envolvidas no mecanismo de ação do Metotrexato, um fármaco modificador da progressão da Artrite Reumatoide, com o resultado terapêutico a esse fármaco (tanto numa perspectiva de resposta clínica - efetividade - como na ocorrência de efeitos adversos - toxicidade).

Áurea Lima, é autora de mais de 30 artigos publicados em revistas internacionais com arbitragem científica, de mais de 50 publicações em atas de encontros científicos e de vários artigos de opinião em revistas nacionais. Foi palestrante convidada em mais de 100 reuniões científicas nacionais e internacionais e é autora de mais de 100 comunicações por póster apresentadas em reuniões científicas nacionais e internacionais. É membro da comissão científica e organizadora de mais de 100 reuniões científicas nacionais e participou em mais de 500 reuniões científicas, conferências e cursos, e em mais de 30 projetos de investigação. Orientadora em mais de 20 projetos de investigação e monografias de cursos de pós-graduação, Áurea Lima é detentora de mais de 10 prémios, reconhecimentos e bolsas de investigação.     